# Kvalserien till Elitserien i ishockey 1982
Kvalserien till Elitserien i ishockey 1982 spelades för att avgöra vilka lag som skulle få spela i Elitserien 1982/1983. Kvalserien bestod av fyra lag och spelades i sex omgångar. Hammarby IF och Djurgårdens IF tog platserna till Elitserien, medan Södertälje SK och HV 71 fick spela i Division I 1983/1984.

## Slutställning
| Nr | Lag            | S | V | O | F | GM | IM | MS  | P |
| -- | -------------- | - | - | - | - | -- | -- | --- | - |
| 1  | Hammarby IF    | 6 | 4 | 0 | 2 | 25 | 14 | +11 | 8 |
| 2  | Djurgårdens IF | 6 | 3 | 1 | 2 | 24 | 18 | +6  | 7 |
| 3  | Södertälje SK  | 6 | 3 | 0 | 3 | 18 | 23 | −5  | 6 |
| 4  | HV 71          | 6 | 1 | 1 | 4 | 14 | 26 | −12 | 3 |